# Catuense Futebol SA
Maillots
Le Catuense Futebol est un club brésilien de football basé à Catu dans l'État de Bahia.

## Historique
- 1974 : fondation du club sous le nom Associação Esportiva Catuense
- 2001 : le club est renommé Catuense Futebol SA